# Дундр, Франк
Франк Дундр (нем. Frank Dundr; род. 25 января 1957, Зоннеберг, Зуль), урождённый Буц (нем. Butz) — немецкий гребец, выступавший за сборную ГДР по академической гребле в 1970-х и 1980-х годах. Чемпион летних Олимпийских игр в Москве, двукратный чемпион мира, победитель многих регат национального и международного значения.

## Биография
Франк Буц родился 25 января 1957 года в городе Зоннеберг, ГДР. Начинал спортивную карьеру как легкоатлет, имел определённые успехи в толкании ядра и метании диска в 1970—1973 годах, однако в конечном счёте перешёл в академическую греблю. Проходил подготовку в Берлине в столичном спортивном клубе «Динамо».
В 1977 году женился и взял себе фамилию жены Дундр, под которой и выступал на всех дальнейших соревнованиях.
Первого серьёзного успеха на взрослом международном уровне добился в сезоне 1977 года, когда вошёл в основной состав восточногерманской национальной сборной и побывал на чемпионате мира в Амстердаме, откуда привёз награду золотого достоинства, выигранную в зачёте мужских парных четвёрок.
В 1978 году на мировом первенстве в Карапиро вновь был лучшим в парных четвёрках, став таким образом двукратным чемпионом мира по академической гребле.
Благодаря череде удачных выступлений удостоился права защищать честь страны на летних Олимпийских играх 1980 года в Москве — в составе экипажа, куда также вошли гребцы Карстен Бунк, Уве Хеппнер и Мартин Винтер, занял первое место в мужских парных четвёрках и тем самым завоевал золотую олимпийскую медаль.
После московской Олимпиады Дундр остался в составе гребной команды ГДР и продолжил принимать участие в крупнейших международных регатах. Рассматривался в качестве кандидата на участие в Олимпийских играх 1984 года в Лос-Анджелесе, однако Восточная Германия вместе с несколькими другими странами восточного блока бойкотировала эти соревнования по политическим причинам.
За выдающиеся спортивные достижения награждался орденом «За заслуги перед Отечеством» в бронзе (1978), серебре (1980) и золоте (1984).
Получил строительное образование, позже изучал государственные науки в Офицерской школе в Ашерслебене. Впоследствии вплоть до 1990 года работал комиссионером.